# Egira tabulata
Egira tabulata là một loài bướm đêm trong họ Noctuidae.